# Космический ландшафт. Теория струн и иллюзия разумного замысла Вселенной
Космический ландшафт. Теория струн и иллюзия разумного замысла Вселенной (англ. The Cosmic Landscape) — научно-популярная книга об антропном принципе и ландшафте теории струн, написанная физиком-теоретиком Леонардом Сасскиндом. Книга была первоначально опубликована американским издательством Little, Brown and Company 12 декабря 2005 года.

## Предыстория
Во время написания книги было отмечено, что условия Вселенной очень точно настроены таким образом, что позволяет жизни возникнуть и развиваться. Однако остаётся невыясненным, почему это именно так. Антропный принцип был одним из решений, но был отвергнут многими физиками, которые предпочли более элегантное решение. Тогда была создана теория струн, но она допускала слишком много решений. Затем в книге Сасскинд выдвинул гипотезу о существовании мультивселенных, в которых время от времени возникают вселенные, в которых действительно возможна жизнь. Он называет эту мультивселенную «ландшафтом».

## Содержание
Сасскинд пишет в предисловии, что книга в основном посвящена «научному объяснению очевидных чудес физики и космологии и их философских последствий». В книге рассматривается антропный принцип. В начальных главах рассматривались такие темы, как квантовая электродинамика, диаграммы Фейнмана и квантовая хромодинамика. Позже вводится космологическая постоянная и проблемы с количеством энергии, производимой виртуальными частицами. Также в повествовании появляются теория струн и война чёрных дыр.
В книге подчёркивается теория «ландшафта» с множеством вселенных. Вместо того факта, что Вселенная каким-то образом идеально подходит для жизни, правда в том, что «дело не в том, что Вселенная каким-то образом искажается, чтобы приспособиться к нам; это просто разнообразное место, и мы находимся в дружественном уголке».

## Реакция критики
Книга получила положительную оценку критиков. Choice Review высоко оценил способ представления «нюансов» и назвал книгу «стимулирующей, полупопулярной книгой, которая представляет собой превосходное описательное руководство по современной физике и космологии». Booklist отметил, что книга «имела огромное значение для читателей науки» и что «в этой выдающейся работе Сасскинд подводит нас к головокружительному краю возможного сдвига парадигмы». Publishers Weekly полагает, что Сасскинд смог направить читателей к антропному принципу. Затем рецензент заявил, что «настойчивые читатели закончат эту книгу, понимая и заботясь о современной физике, причём неожиданным и приятным образом». В журнале Library Journal говорится, что книга способна объяснить теорию струн и то, как она может объединить общую теорию относительности и квантовую механику. Рецензент рекомендовал книгу «научным коллекциям в академических и крупных публичных библиотеках».
Пол Лангакер, профессор Пенсильванского университета, высказался о «споре между идеей ландшафта и более традиционным взглядом»:

В книге Леонарда Сасскинда «Космический пейзаж: теория струн и иллюзия разумного замысла» обсуждаются новые дебаты ясно и забавно для широкого читателя. Сасскинд, один из изобретателей теории струн и ведущий защитник идей ландшафта и мультивселенной, отлично справляется с разработкой необходимых знаний в области квантовой механики, теории относительности, физики элементарных частиц, суперсимметрии, теории струн, чёрных дыр, космологии и инфляции.
Оригинальный текст (англ.)Leonard Susskind’s The Cosmic Landscape: String Theory and the Illusion of Intelligent Design surveys the new debate clearly and amusingly for the general reader. Susskind, one of the inventors of string theory and a leading advocate of the landscape and multiverse ideas, does an excellent job developing the necessary background in quantum mechanics, relativity, particle physics, supersymmetry, string theory, black holes, cosmology, and inflation.
— 